# Laboratório de Circuitos Integrados da UFSC
O Laboratório de Circuitos Integrados da Universidade Federal de Santa Catarina é uma instituição brasileira de pesquisa científica e desenvolvimento tecnológico na área de eletrônica com foco em dispositivos semicondutores. Tem sede no campus da UFSC na cidade de Florianópolis, Santa Catarina, desde .

## Linhas de Pesquisa
O grupo concentra-se na modelagem, simulação e caracterização de transistores MOS, no projeto de circuitos analógicos compatíveis com tecnologia digital e em filtros e circuitos de interface modulares e/ou programáveis digitalmente. 
A pesquisa desenvolvida no LCI é principalmente voltada para o estudo e desenvolvimento de transistores do tipo MOSFET.  O grupo desenvolveu (1992 - 2004) o modelo físico com base em carga, chamado modelo ACM (em inglês:  Advanced Compact MOSFET).  MOSFET (acrônimo em inglês:  Metal Oxide Semiconductor Field Effect Transistor) é um o tipo mais consolidado de transístores de efeito de campo.

## Ambiente internacionalizado
Jovens pesquisadores de diversos países buscam no LCI seu aperfeiçoamento acadêmico. Além de alunos, o grupo recebe visitas de pesquisadores sêniores como Wouter Serdijn (da Universidade Técnica de Delft) e Mohamad Sawan (da Escola Politécnica de Montreal) em 2013.  O grupo recebeu o Professor Sylvain Bourdel (da INPG) para realização de seu sabático entre 2017 e 2018.

## Docentes
- Carlos Galup Montoro, Dr. M.Sc. B.Eng. (INPG)
- Márcio Cherem Schneider, Dr. (USP) M.Sc. B.Eng. (UFSC)

## Egressos
- Adan Kvitschal, professor UnC
- Eduardo L Hampel, CELESC
- João Vitor Testi Ferreira, Marinha do Brasil
- Lucas Goulart, Marinha do Brasil
- Simone M Acosta, professora UTFPR
- Volney C Vincence, professor UDESC